# ソウルフード
ソウルフードとは、
1. アフリカ系アメリカ人の伝統料理の総称。本項で詳述する。
2. 日本においてはその地域に特有の料理、もしくはその地域で親しまれている郷土料理[1]、といった意味合いで用いられることが多いが、基本的には日本特有の用法である[注釈 1]。2000年以降の「町おこし」などを通じてB級グルメの催しが各地で開かれる中で定着した使い方とされる[2]。

ソウルフード（英語：soul food）とは、
アメリカ合衆国南部で奴隷制を通して生まれた、アフリカ系アメリカ人の奴隷制時代からの伝統料理の総称である。「ソウルフード」という名称が定着したのは、アフリカ系アメリカ人に関する事柄を指すのに、それまでの『ブラックピープル』にちなむブラックでは差別的であることからソウルミュージック等のように「ソウル」（「魂」）という言葉に置き換えて用いられるようになった1960年代半ば頃である。

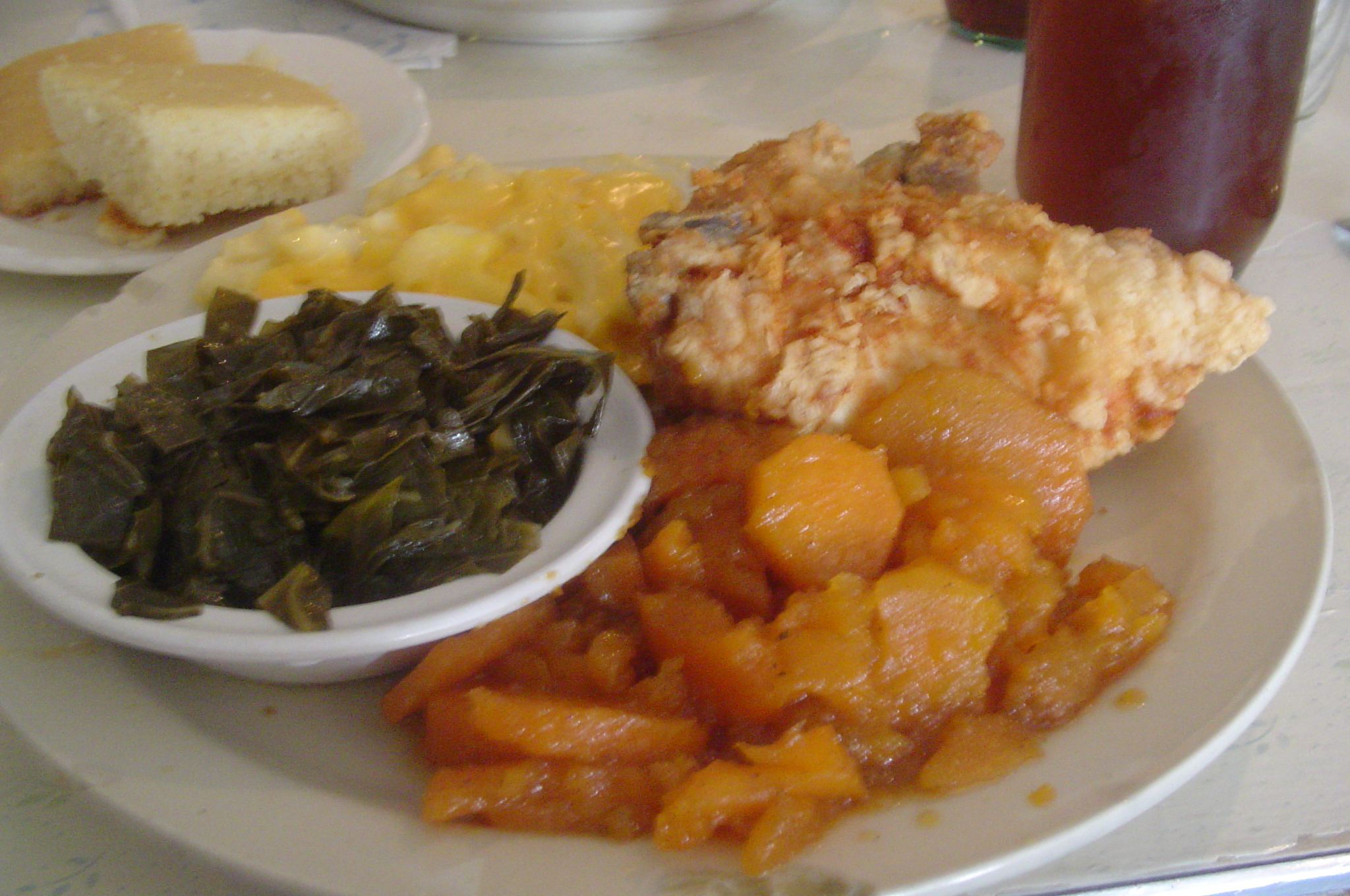
ソウルフードの例。左奥にコーンブレッド、右奥スイートティー、手前の皿にカラードグリーン、マカロニ・アンド・チーズ、フライドチキン、サツマイモのキャセロール

## 歴史
ソウルフードの歴史はアメリカ合衆国の奴隷制の時代にさかのぼるが、そのルーツはアメリカ合衆国や奴隷制の歴史よりも古いものも見受けられ、その一部はアフリカ大陸にまでたどることができる。モロッコからアフリカに移入されたカブやスペインから移入されたキャベツはアフリカ系アメリカ人の食文化にとっても重要な作物となった。
14世紀初めに奴隷貿易が始まると、奴隷とされたアフリカ人の食文化は新たな地で変化を遂げた。これがアフリカ系アメリカ人達によるソウルフードと呼ばれる料理、延いては食文化の興りとなる。この時期すでにアフリカ原産の作物がアメリカ州の奴隷の食物に含まれている。アフリカ原産の作物の中にはアメリカ州の重要な作物となるものも現れ、アメリカ合衆国南部を初め西インド諸島やブラジルでアメリカ州独特の食文化の成立に貢献した。このためにソウルフードは主にケイジャン料理、クレオール料理やブラジル料理と食材やアフリカ式の料理法を共有している。

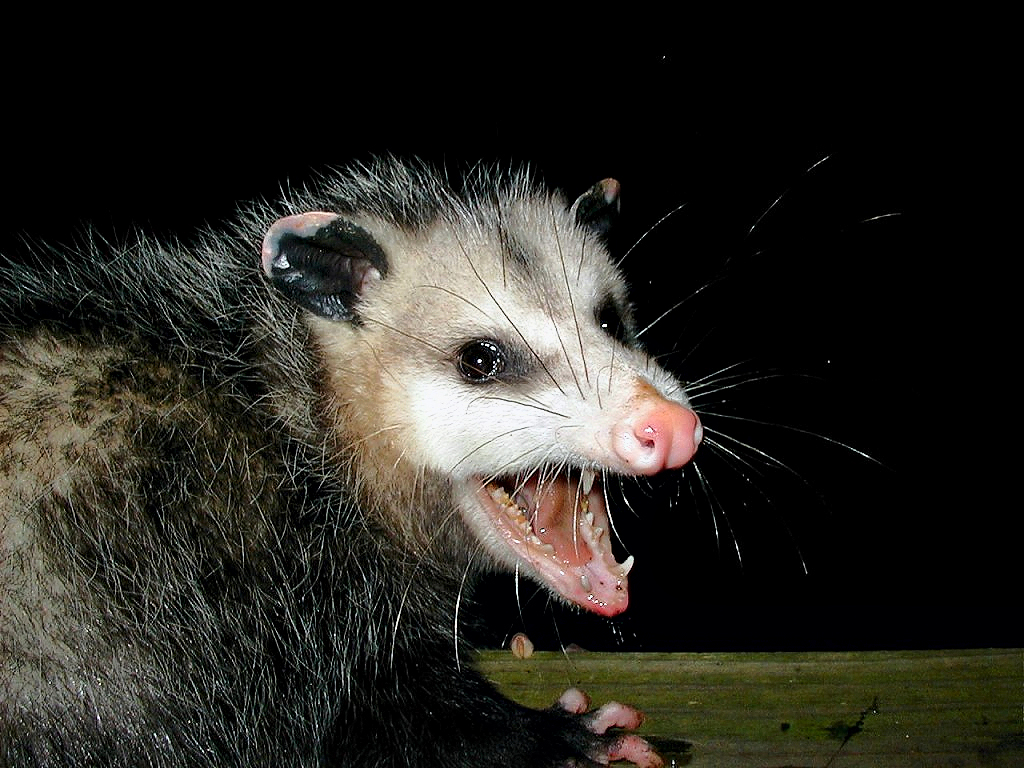
キタオポッサム

アフリカ人の奴隷とその子孫は、手に入る食料で生き延びることを余儀なくされた。アフリカで食べていた野菜の代わりに、大農園で奴隷に与えられたカブやタンポポやビーツの葉が用いられるようになり、カラードグリーン、ケール、クレソン、ヨウシュヤマゴボウなど新しい素材も用いられるようになった。奴隷は大農園で捨てられる豚足、牛舌、牛の尾、ハムのかかとの部分（ハムホック）、チタリングス（豚の小腸）、豚の耳、豚の頬肉、牛の複胃（ミノ、センマイ、ハチノス、ギアラ）や皮をもらい受けて料理を工夫し、タマネギ、ニンニク、タイム、ローリエを加えて風味を良くした。さらに多くの奴隷は野生動物を捕らえて足りない動物性蛋白質を補った。1950年代までは、農村部に住むアフリカ系アメリカ人はアライグマ、キタオポッサム、カメやウサギをよく食べていた。家畜の内臓や青菜は、今でもソウルフードの代表的な食材となっている。

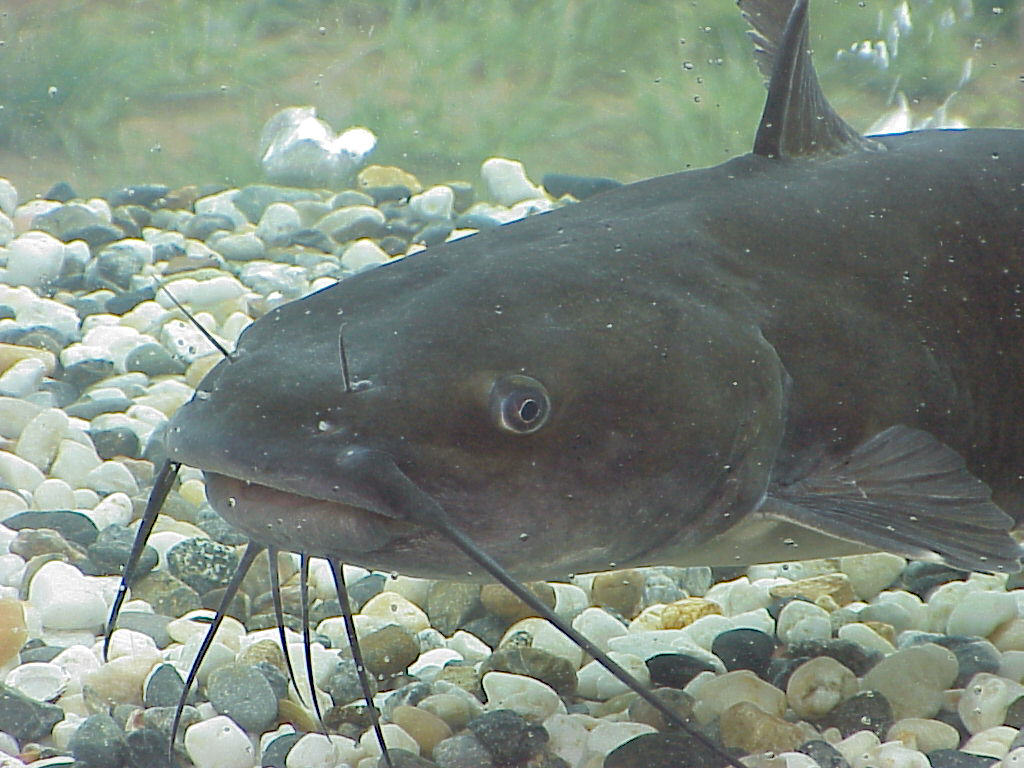
ナマズ

奴隷が農園主の邸宅の台所でコックとして働くようになると、奴隷の食文化はさらなる発展をとげた。当時の奴隷は白人達がニワトリの胸肉をホワイトミートと呼び、それ以外の手羽やもも肉をレッドミートと呼び非可食部位として与えられていた。そうしたレッドミートにコーンミールを塗してラードで揚げた料理がフライドチキンになった。それに付して茹でたジャガイモの隣にサツマイモが並べられるようになった。リンゴ、モモ、キイチゴ類、種実類、穀類はプディングやパイになった。残った魚の身はほぐして鶏卵、コーンミール（粗挽きのトウモロコシ粉）または小麦粉、調味料と混ぜて衣をつければクロケット（コロッケ）になり、やや古くなって固くなったパンはブレッドプディングになった。野菜の煮汁はポットリッカー (pot likker) と呼んでソースとして食べたりそのまま飲んだりした。
南北戦争の後、奴隷制から解放されても多くのアフリカ系アメリカ人の家庭の経済状態には大きな変化はみられず、畜肉の安価な部位や内臓を買うのがやっとであった。南部のアフリカ系アメリカ人の人口は農村部に集中していたため、野菜は家庭菜園で栽培して自給し、動物性蛋白質は魚を釣ったりオポッサム、ノウサギ、リス、水鳥などを捕らえて補充した。屠畜の副産物を無駄にしないため、調理油としてラードやヘットがよく用いられた。
アフリカ系アメリカ人が雇用の乏しい南部の農村部から北部の工業地帯に移住するにしたがい、ソウルフードも人と共に移動した。アフリカ系アメリカ人の人口の多い大都市ではどこでも、安価なフライドチキンや白身魚のフライを専門にする店から高級料理店まで多種多様なソウルフードレストランが見られる。
南部の庶民は主に経済的な理由から人種にかかわりなく手に入りやすい食材を使って料理を作らざるを得なかったため、南部の食文化を人種によって区分するのは非常に困難である。しいていえばアフリカ系アメリカ人はアングロ・サクソン系アメリカ人よりも比較的内臓の料理に対して好意的で、香辛料をより多く用いて辛めの味付けにする傾向にあるが、実際ソウルフードと南部の白人の伝統的な家庭料理の間には相違点よりも共通点が多い。

## ソウルフードの記録
多くの奴隷州では奴隷が読み書きを習うことは違法であったため、ソウルフードのレシピや料理法はしばしば口承で伝承された。世界初のソウルフードの料理本は1881年に発行されたアビー・フィッシャー (Abby Fisher) による『フィッシャー夫人が昔の南部料理について知っていること』 (What Mrs. Fisher Knows About Old Southern Cooking) である。1891年出版の『美味しい料理』 (Good Things to Eat) の著者ルーファス・エステス (Rufus Estes) は元奴隷で、プルマン社の社員だった。しかし同時期に書かれたアフリカ系アメリカ人による料理本のほとんどは広く流通することなく失われた。
20世紀半ばからアフリカ系アメリカ人によって書かれたソウルフードやアフリカ系アメリカ人の食文化の本が活発に出版されるようになった。1970年初版のヴァータメイ・グローヴナー (Vertamae Grosvenor) による『ヴァイブレーション・クッキング、あるいはギーチー娘の旅行記』 (Vibration Cooking, or the Travel Notes of a Geechee Girl) はサウスカロライナ州東部の低地（ロウカントリー）地方のギーチーやガラ人の料理を扱っており、材料を厳密に計量して料理するよりも直感（表題の「ヴァイブレーション」）を大事にすることと、手元にある材料で料理を工夫するという2点に重点が置かれ、伝統的なアフリカ系アメリカ人の料理法の精髄をつかむことに成功している。カキ、カニ、新鮮な野菜、米、サツマイモといったシンプルで健康的かつ簡単に手に入るロウカントリーの食材をレシピでふんだんに用いるグローヴナーの著作はベストセラーとなった。
アフリカ系アメリカ人の家庭では、祝日に料理を皆で分かち合う大切さが重んじられてきた。このため、アフリカ系アメリカ人の料理の本にはしばしば家族の大切さと家族が集まる場のための料理という共通のテーマが登場する。「黒人女性による全国会議」（National Council of Negro Women、NCNW）をはじめとする社会奉仕団体や社会福祉団体や教会は、活動資金や慈善事業の資金を作るためにしばしば料理本を編集してきた。 NCNWが初めて出版した料理本は1958年の『アメリカ合衆国の黒人の歴史料理本』 (The Historical Cookbook of the American Negro) である。NCNWは1990年代に入ると『黒人家族のリユニオン料理』（The Black Family Reunion Cookbook 、1993年）、『母たちのキッチンを祝って：大切な思い出とおいしいレシピ』（Celebrating Our Mothers' Kitchens: Treasured Memories and Tested Recipes、1994年）、『母なるアフリカの食卓：寿ぎの年代記』（Mother Africa's Table: A Chronicle of Celebration、1998年）など、アフリカ系アメリカ人の著名人から集めたレシピも収録した料理本を次々に出版し、1958年の『歴史料理本』も近年再版した。著名な南部料理の研究家兼シェフのエドナ・ルイス (Edna Lewis) は1972年から2003年にかけて故郷のバージニア州フリータウンの思い出を南部料理のレシピに織り込んだ本を出版した。エドナ・ルイスの代表作は1976年の『田舎料理の味』（A Taste of Country Cooking（アルフレッド・A・クノップフ社）である。
シカゴを本拠にするリアル・メン・チャリティーズ (Real Men Charities) は全米で料理に関連した慈善事業や教育活動を展開している。セレブリティーを招いて全米15カ所で開かれる年一回の資金供給イベント「リアル・メン・クック」では、アフリカ系アメリカ人の男性が集まって創作料理、伝統料理を問わずとっておきのレシピを披露する。この行事は「真の男が料理をすれば、毎日いつでも家族の日」 ("Every day is Family Day When Real Men Cook.") をスローガンとして毎年奴隷解放記念日 (Juneteenth) と父の日とほぼ同時期に行われる。2004年にリアル・メン・チャリティーズは数都市にある一部の食料品店でスイートポテトのパウンドケーキミックスを売り出し、2005年には『リアル・メン・クック：生きていく行事とレシピ』 (Real Men Cook: Rites, Rituals and Recipes for Living) を発行した。イベントの収入と商品の売り上げはリアル・メン・チャリティーズの様々な活動費に充てられる。

## ソウルフードと健康
農村部に居住し、経済的にあまり余裕がなく、かつ厳しい肉体労働に従事せざるをえなかった人々の料理として発達したソウルフードは素朴でボリュームのある料理が多く、豚肉とその副産物がよく用いられてきた。揚げ物にはコレステロールを多く含むラードやトランス脂肪酸の多いショートニングがよく用いられる。昔の料理本には、現代のレシピとは異なった脂肪、糖のバランスが見られるのはよくあることである。このため、ソウルフードには不健康なイメージがつきまとう（後述の「ソウルフードの文化表象」参照）。
しかし、アフリカ系アメリカ人に限らず現代のアメリカ人の多くはコレステロールやトランス脂肪酸を多く含む食品の過度の摂取と運動不足が重なるという非常に不健康な生活を送っているため、肥満、高血圧、循環器系疾患、糖尿病など成人病を発症しやすく、健康的な生活習慣を持つ人よりも早く死亡するリスクが高い。トランス脂肪酸の摂取は心臓病のリスクを高めることもわかっている。このため、アフリカ系アメリカ人の中では近年揚げ物にサラダ油を使ったり、豚の代わりに豚よりも脂肪の少ない七面鳥の燻製を使ったりする者も出てきた。しかし、伝統的でない料理法や素材をソウルフードに取り入れることでアフリカ系アメリカ人の伝統文化が損なわれるのではないかという懸念もある。
一方でソウルフードの代表的な植物性の素材の中には、優良健康食品として知られているものも少なくない。カラード・グリーンズはビタミンA、ビタミンB6、ビタミンC、マンガン、鉄分、オメガ3脂肪酸、カルシウム、葉酸、食物繊維を多く含む緑黄色野菜であり、卵巣がんや乳癌を予防する各種のファイトケミカルを含む。豆類や米はコレステロールを含まない安価な蛋白源であり、豆と玄米は特にビタミンとミネラル、食物繊維が豊富である。サツマイモはベータカロチンや微量のミネラルが豊富で、糖尿病を予防する効果がある。近年動物実験によりサツマイモを食べると血糖値が安定し、インスリン抵抗性を和らげる効果があることが明らかになった。

## ソウルフードの料理と食材

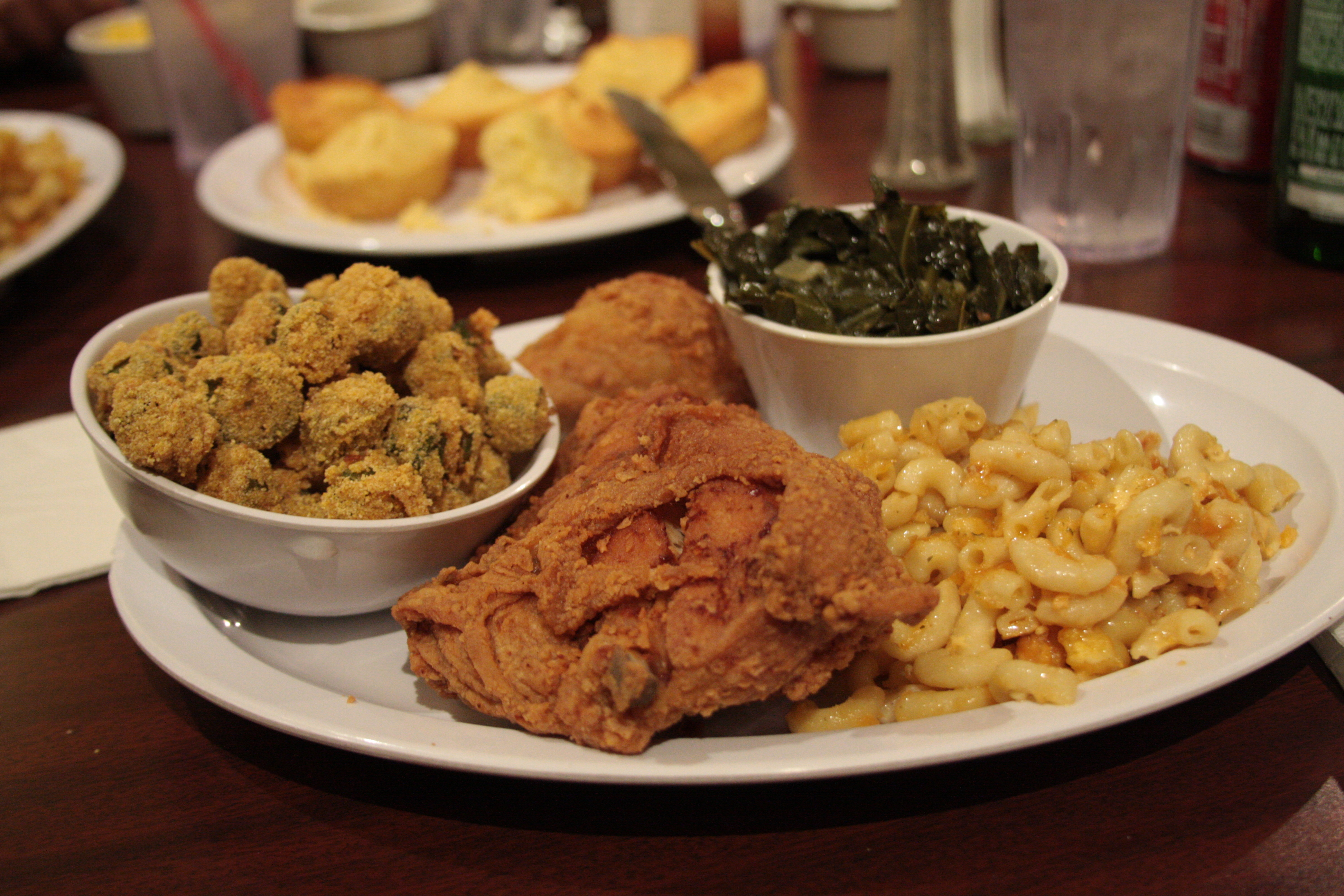
パウエルズでのソウルフード。フライドチキン、マカロニアンドチーズ、カラードグリーン、揚げたオクラ。

ソウルフードの料理や食材の中には、他の民族グループの食文化と共通するものとソウルフード独特のものがある。また、ソウルフードの中にも地域差がみられる。

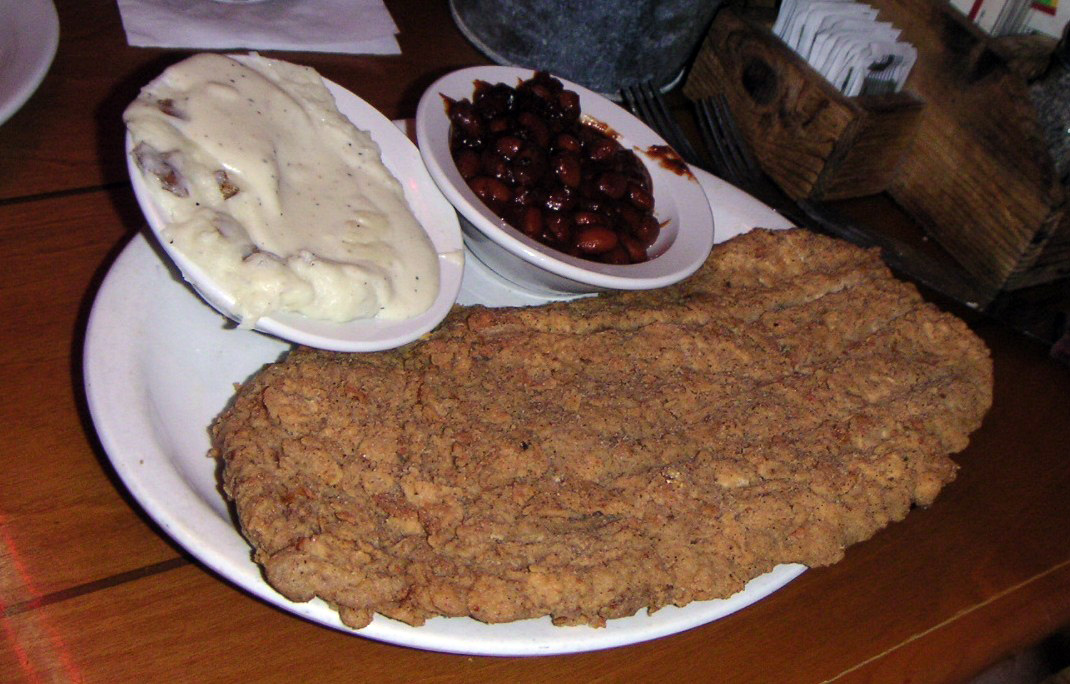
カントリーフライドステーキ、ベークドビーンズ、マッシュポテト、白いグレービー

### 肉類
- 豚
  - チタリングス (chitterlings) あるいはチトリンズ (chitlins) ：下ごしらえをした豚の腸。じっくりと煮込んでから酢やチリソースを添えて食べることが多いが、茹でてから衣をつけて揚げることもある。
  - クラックリンズ (cracklins) ：豚の皮や脂身をかりっと揚げたもの。油かすの一種。しばしばコーンブレッドの生地に加えられる。
  - ファットバック (fatback) ：脂身の多い塩漬けの豚の背肉。主に野菜の煮込み料理に風味をつけるのに用いる。
  - ハムホック（豚の後脚を燻製にしてハムを作るときに出る飛節の部分）：野菜や豆の煮物に風味をつけるのに用いる。
  - 豚のヘッドチーズ (Hoghead cheese) ：豚の鼻面、唇、耳などを刻んで煮込み、煮こごりごと冷まして固めたもの。「サウスミート」 (sousemeat) あるいは単に「サウス」とも呼ばれる。
  - 豚の顎肉、頬肉：スライスしてチタリングスと一緒に煮込む。
  - 豚足：チタリングスと同様にじっくりと煮込んで酢とチリソースを添えて食べる。酢漬けにもする。
  - スペアリブ：豚のリブが最も一般的だが、牛のリブも食べられている。かなり甘めのソースが特徴。

- 鶏
  - 鶏の砂肝：味をつけた衣をつけて揚げる。

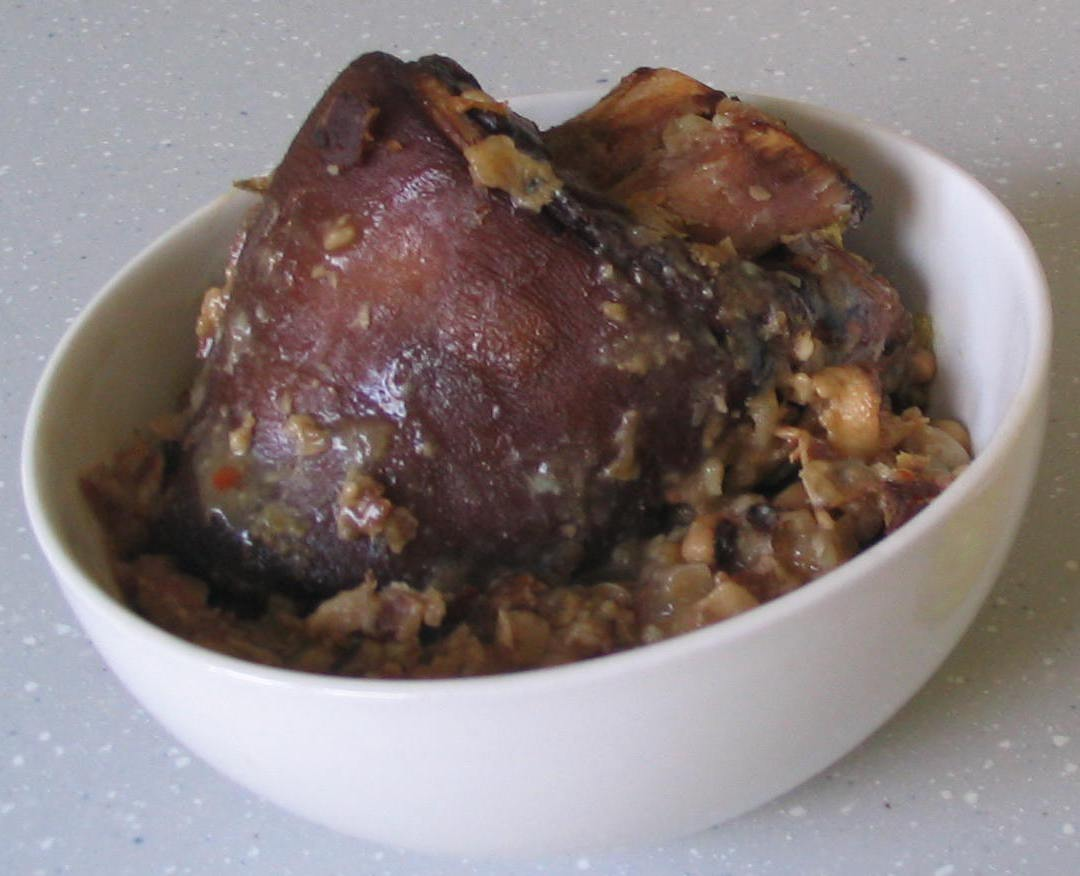
ハムホック (豚すね肉) とブラックアイドピー。

  - 鶏のレバー： 味をつけた衣をつけて揚げる。
  - フライドチキン：骨付きの鶏肉をコーンミールや味をつけた小麦粉をまぶして揚げる。白人があまり好まないダークミート（手羽やもも肉）が用いられることが多い。
- 牛
  - カントリーフライドステーキ (country fried steak) ：小麦粉か衣をつけてかりっと揚げた牛肉。普通は白いグレービーをかけて供する。フライドチキンと調理法が似ているため、別名「チキンフライドステーキ」と呼ばれるようになった。グレービーがクリーム色であればカントリーフライドステーキ、それ以外ならチキンフライドステーキである。
  - 牛の首の骨（肉のついたもの）：煮込み料理にする。
  - 牛のテールスープ
  - ミートローフ：茶色のグレービーを添えるのが一般的。

### 魚介類
- 魚介類
  - 魚のフライ：ナマズ、タラ科のホワイティング（Whiting）、タイ科のポージー（Porgy）、ブルーギルなどにコーンミールをまぶして揚げる。

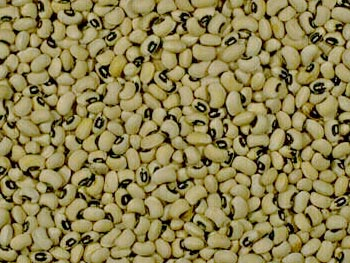
黒目豆

  - エビ料理

### 野菜類
- 黒目豆 (black-eyed pea) ：ササゲの一種。煮込み料理にする他、米と炊きこむと「ホッピン・ジョン」 (hoppin' john) という料理になる。
- キャベツ：酢、塩、ハムホックまたはファットバックと一緒に煮込む。最近はファットバックの代わりにシチメンチョウや鶏の燻製も用いられるようになった。
- 青菜類：カラードグリーン、カラシナ、カブの葉など。ハムホックと一緒に煮込む。ディープサウスではカラードグリーン、アップランドサウスではカブの葉が好まれる。

- ライマメ

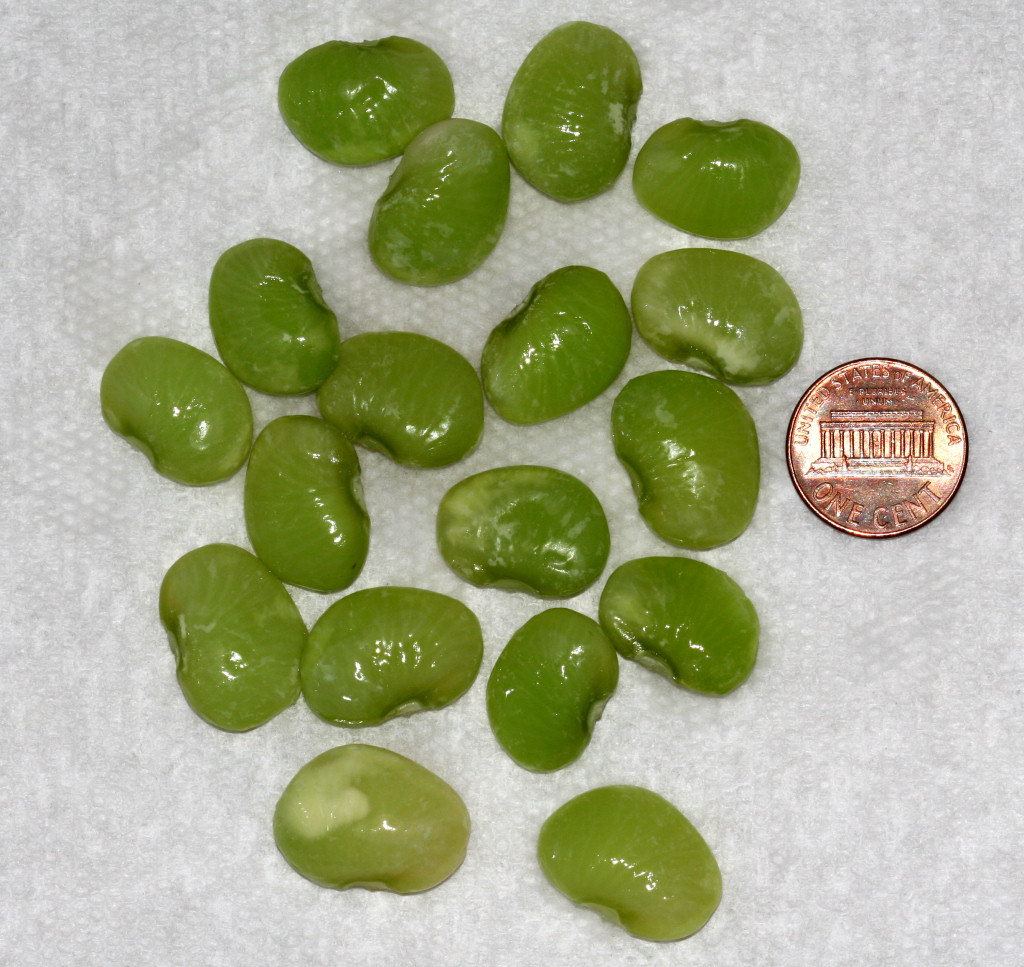
若いライマメ

  - バタービーンズ：ライマメを若取りしたもので、バターを加えて煮る。
- サヤインゲン：トマトと豚肉を加えて煮込む。
- 赤インゲンマメ
- マッシュポテト：バターとエバミルクを加えて作る。
- オクラ：コーンミールをまぶして揚げるか、トマト、コーン、タマネギ、トウガラシと一緒に煮込む。
- サコタッシュ (succotash) ：元は北米先住民の料理。コーン、トマト、バタービーンズにバターを加えて煮込んだ料理。

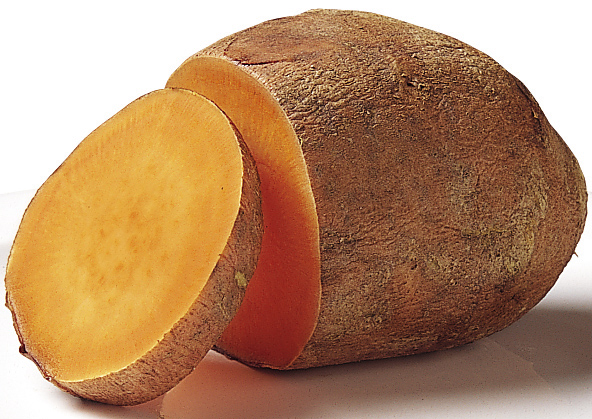
サツマイモ

- サツマイモ：中が白いものとオレンジ色のものがある。茹でて輪切りにし、砂糖、シナモン、ナツメグ、バターまたはマーガリンを加えてオーブンで焼いた料理は「キャンディード・ヤム」と呼ばれる（米国ではヤムイモとサツマイモがしばしば混同されているため）。茹でてピュレーしたサツマイモで作るスイートポテトパイは、パンプキンパイとよく似ている。
- ヨウシュヤマゴボウ：若い茎と葉を食用にする。有毒なので、3回茹でこぼしてから用いる。上記のエドナ・ルイスによればホウレンソウに似た味だという。

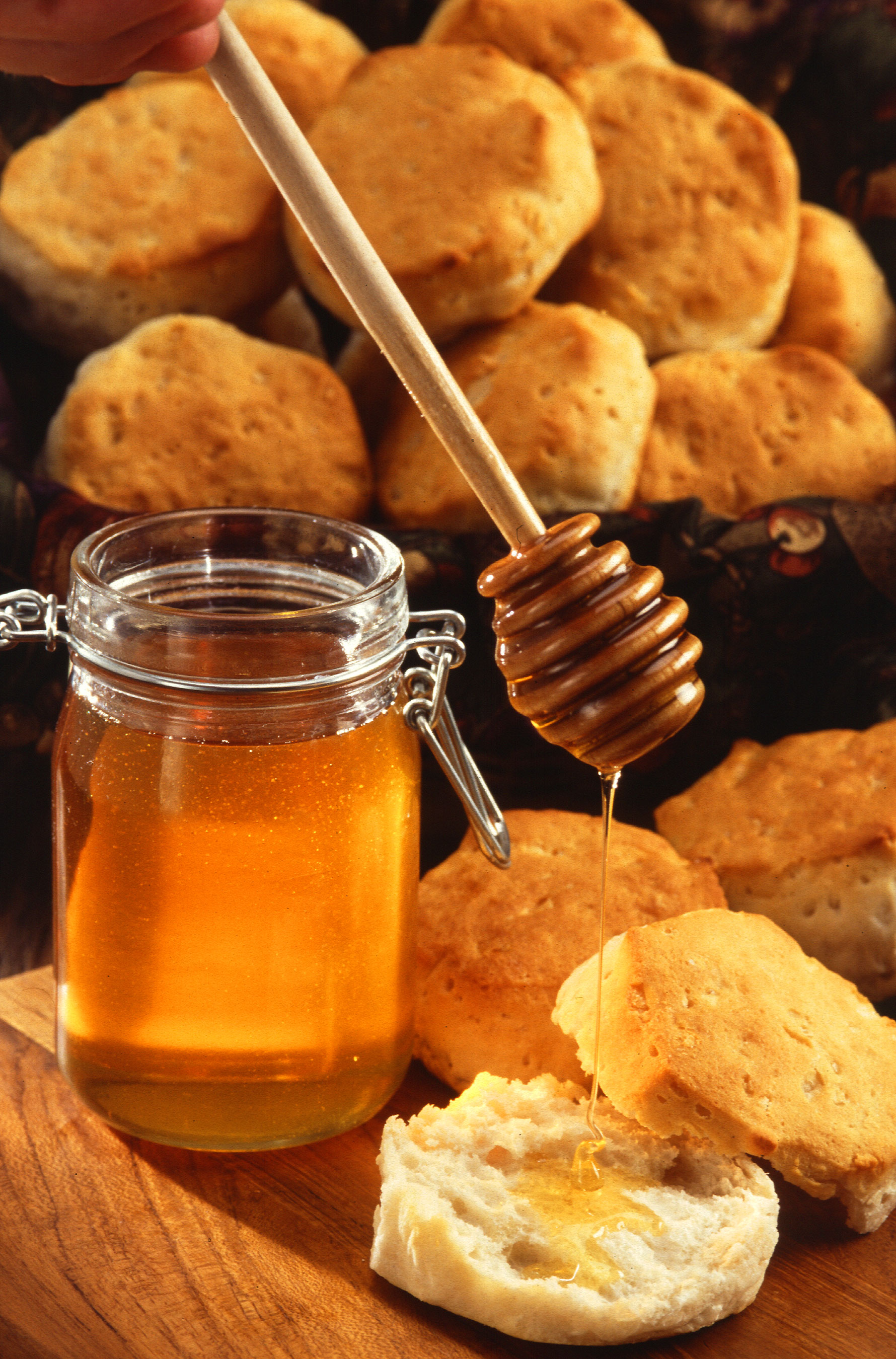
蜂蜜とビスケット

### パン類
高温多湿のアメリカ合衆国南部は小麦よりもトウモロコシの栽培に適していることから、トウモロコシで作ったパンが発達した。
- ビスケット ：バター、ジャム、ソーガム（モロコシ）またはサトウキビのシロップ、グレービーを添えて食べるほか、おかずの煮汁をビスケットにしみこませて食べる。
- コーンブレッド ：コーンミールまたはコーングリッツ、水、塩を混ぜてベーキングパウダーで膨らませ、オーブン等で焼いた、ケーキ風のパン。
- ホーケーキ (hoecake) ：コーンブレッドの一種。コーンミール、塩、水を混ぜてゆるい生地を作り、フライパンで揚げたもの。農業労働者が昔シャベルや鍬 (hoe) を焚き火で熱した上でこれを焼いて食べたため、この名がある。
- ホットウォーター（ワータ）コーンブレッド ("Hot water (wata)" cornbread) ：コーンミールを湯で溶いた生地を揚げて作るコーンブレッド。
- ハッシュパピー：コーンミールの生地に刻みタマネギを混ぜ、丸めて揚げたもの。
- ジョニーケイク (jonnycake) ：コーンミールのホットケーキ。普通バターを添えて塩味で食べる。
- ミルク・アンド・ブレッド (milk and bread) ：コップにコーンブレッドを崩して入れ、バターミルクと砂糖を加えたもの。別名「貧者のコップ入りデザート」 ("po' folks' dessert-in-a-glass") 。
- スイートブレッド

### その他
- チャウ・チャウ (chow-chow) ：オクラ、トウモロコシ、キャベツ、トウガラシ、未熟なトマトなどを刻んでつくる辛口のピクルス。黒目豆の煮物にのせたり、少量を料理に添えて食べる。
- グリッツ (grits) ：アルカリ処理してから乾燥させて挽き割ったトウモロコシで作った粥。別名「ホミニー・グリッツ」 ("hominy grits") 。朝食に食べる他、魚料理や肉料理の副菜にもする。
- ホットソース：カイエンペッパー、酢、塩、にんにくなどから作る辛いソース。チタリングス、フライドチキンや魚のフライに添える。
- マカロニ・アンド・チーズ
- 米やトウモロコシから作るバニラ風味のプディング
- 米：アメリカ合衆国南部では主にインディカ米が栽培されてきた。赤インゲンマメや黒目豆の煮込みをかけて食べることが多い。
- モロコシのシロップ
- スイートティー (sweet tea) ：安価なオレンジペコー（主にリプトン、テトリー (Tetley) またはルージアン (Luzianne) 社のもの）を煮出し、砂糖で甘みをつけて冷やす。煮出す代わりに茶葉を冷水に入れて日なたに置き、茶を抽出したものはサン・ティー ("sun tea") と呼ばれる。
- スイカ

## ソウルフードの文化表象
ソウルフードはアメリカ社会の中で人種的な偏見と共に不健康と貧困といったネガティブなイメージと関連付けられてきたので、しばしばアメリカ合衆国のポップカルチャーではパロディの対象とされてきた。アフリカ系アメリカ人の兄弟が主人公のテレビアニメ『ブーンドックス』 第一シーズンの第十話では、ソウルフードが自治体を破壊する麻薬と比較されている。ソウルフードのレストランを開こうとする祖父に対し、主人公ヒューイ・フリーマンは「これを人に出しちゃだめだ。これは…死を呼ぶ。」と言って反対する。もう一つのテレビアニメ『ファミリー・ガイ』では、クォーホグ市アフリカ系アメリカ人の会の会長が「白人を混乱させるため、今後とも我々は豚足を好むふりをすることになった。」と言う。
一方、アフリカ系アメリカ人の観客を対象としてアフリカ系アメリカ人のスタッフによって作られた作品では、祝日など重要な機会にソウルフードを食べる重要性や懐かしさが描かれている。
- 映画『ソウル・フード』(1997) は、シカゴを舞台としたブラック・ミドルクラスの物語。家族と共同体と歴史をつなぐ絆としてのソウルフード、アフリカ系アメリカの文化の新しくポジティブなイメージを提示したことで広く評価された。
- ドラマ『ソウルフード』(英語版) (2000年6月28日～2004年5月26日)は、1997年の映画をもとに水曜日の夜のゴールデン枠で放映され大ヒットを記録したドラマシリーズ。4シーズン74のエピソードという空前の大ヒット長期ドラマは、現在の『Empire 成功の代償』に至るまで、アフリカ系アメリカ人がメインキャストの初の大ヒットドラマとなった。

## 関連文献
- Huges, Marvalene H. Soul, Black Women, and Food. Ed. Carole Counihan and Penny van Esterik. New York: Routledge, 1997.